# Vänskapsdagen
Vänskapsdagen är en temadag för vänskap som firas i Sverige, den tredje torsdagen i oktober varje år.

## Historia
Dagen grundades av Bok-Makaren AB, Rabén & Sjögren och stiftelsen Friends under Alfons Åbergs 50-årsjubileum.
Dagen är inspirerad av Alfons Åberg, Gunilla Bergströms barnboksfigur. I böckerna läser vi om hur Alfons tar sig an olika typer av relationer. Stiftelsen Friends har i 25 år arbetat med barnens trygghet i samhället.
Barnen och pedagogerna får ta del av gratis handledningsmaterial framtaget av Bok-Makaren AB, Stiftelsen Friends samt Rabén & Sjögren. Materialet kan användas året runt för att arbeta med ämnet vänskap..
Samarbetspartners som varit med och firat är Alfons Åbergs Kulturhus, Junibacken och Funnys Äventyr.

## 2023
Med initiativ från Alfons Åbergs Kulturhus tillsammans med forskare och studenter från Chalmers får barn följa med på en digital, interaktiv resa till månen. En fysiklektion som inspirerar barn och pedagoger på förskolorna att förstå mer om rymden, fysik, gravitation och månens faser. Pedagogerna får materialet vid anmälan av Vänskapsdagen 2023.

## Registrerade förskolor
2022: 3300 stycken förskolor
2023: 3817 stycken förskolor
2024: 3521 stycken förskolor och 82410 barn